# Joanna Dworakowska
Joanna Dworakowska (* 21. Oktober 1978 in Warschau; † 13. April 2024) war eine polnische Schachspielerin.

## Schachkarriere

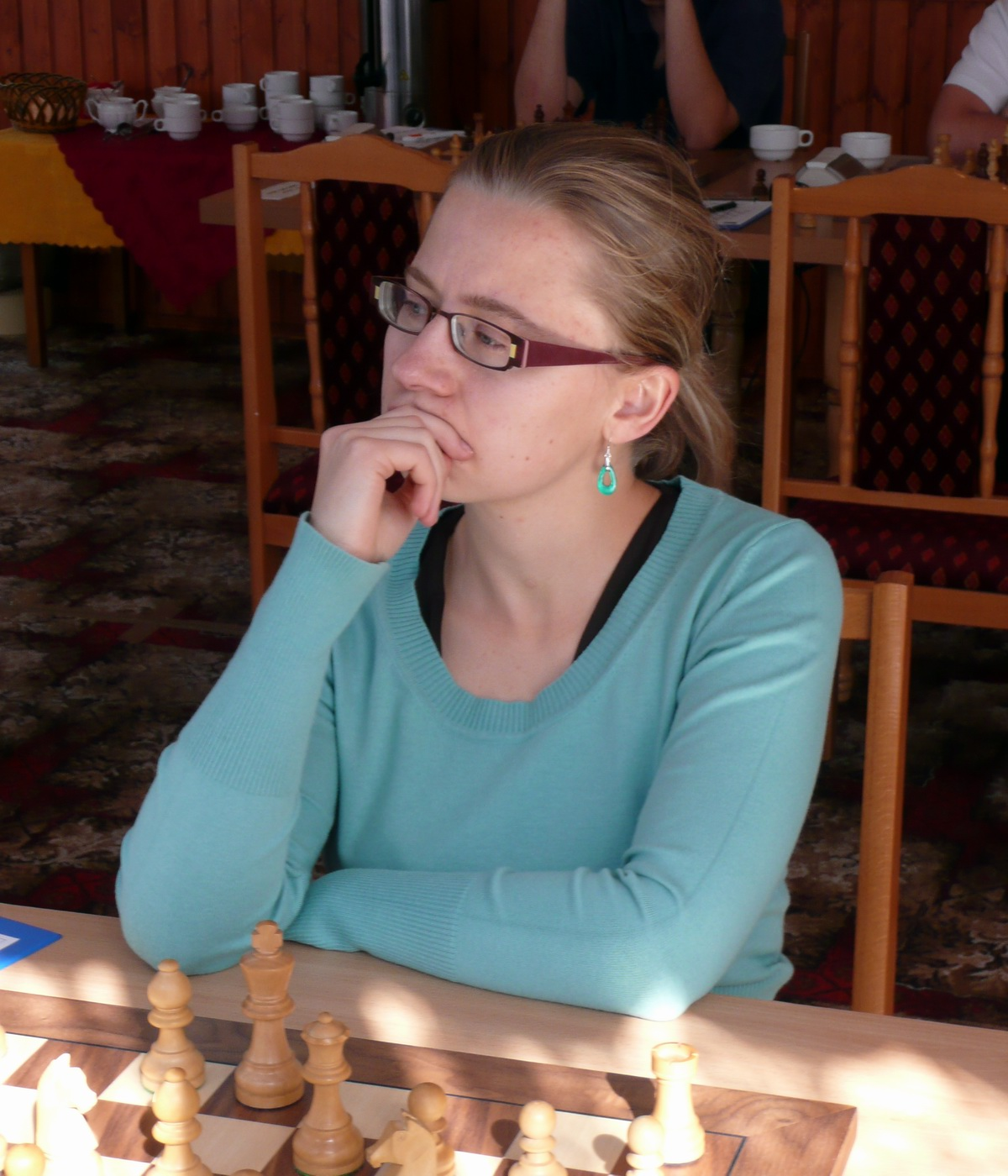
Joanna Dworakowska, Karpacz 2008

Dworakowskas Schachkarriere begann 1993, als sie die polnische Juniorinnen-Meisterschaft gewann. Im selben Jahr gelangte sie zum ersten Mal ins Finale der polnischen Meisterschaft der Frauen. Dworakowska gewann die polnische Frauenmeisterschaft dreimal (1997, 1998, 2001), wurde 1995, 2000 und 2003 Zweite und 2006 Dritte. Auch im Blitzschach war sie auf nationaler Ebene dreimal erfolgreich, 1997, 2002 und 2007. Sie erhielt die Titel Internationaler Meister der Frauen (WIM), Großmeister der Frauen (WGM) und Internationaler Meister (IM) vom Weltschachbund FIDE. 
Mit ihrer höchsten Elo-Zahl von 2445 lag sie im April 2002 auf Platz 24 der FIDE-Frauen-Rangliste. Von der Mannschaftseuropameisterschaft der Frauen 2013 bis zur polnischen Einzelmeisterschaft 2021 spielte Dworakowska keine Elo-gewertete Partie.

## Mannschaftsschach

### Nationalmannschaft
Dworakowska spielte zwischen 1996 und 2010 bei sechs Schacholympiaden mit der polnischen Frauenauswahl, wobei sie bei der 35. Schacholympiade 2002 in Bled die Bronzemedaille errang. Sie nahm an der Mannschaftsweltmeisterschaft der Frauen 2009 in Ningbo teil und gehörte bei sechs Mannschaftseuropameisterschaften zwischen 1999 und 2013 zur polnischen Frauenmannschaft (2013 in der dritten Mannschaft). 2005 in Göteborg sprang die Goldmedaille heraus, zwei Jahre später in Iraklio die Silbermedaille, 2009 in Novi Sad erreichte Joanna Dworakowska am vierten Brett das zweitbeste Einzelergebnis.

### Vereine
Dworakowska spielte in der polnischen Mannschaftsmeisterschaft 1995 für KS Maraton Warschau, 1996 und 1997 für LKS ZPD Jasień, 2000, 2001, 2010 und 2011 für KSz Polonia Warschau, 2002 für PTSz Płock und von 2006 bis 2008 für KSz HetMaN Szopienice. Sie gewann die Mannschaftsmeisterschaft 2000, 2001, 2007, 2008 und 2011, wobei sie 2007 und 2008 außerdem das beste Einzelergebnis am Frauenbrett erreichte. 
In der deutschen Frauenbundesliga spielte Dworakowska von 1997 bis 2005 beim Hamburger SK, von 2005 bis 2008 bei Weiß-Blau Allianz Leipzig, in der Saison 2008/09 beim USV TU Dresden und in der Saison 2010/11 beim SK Großlehna.
In der britischen Four Nations Chess League spielte sie von 2002 bis 2004 bei betsson.com.

## Privates
Dworakowska starb am 13. April 2024 an einer Krebserkrankung, die im Vorjahr diagnostiziert worden war. Ihr Bruder Łukasz Dworakowski (* 1975) ist ebenfalls Schachspieler und erreichte im Juli 1995 seine höchste Elo-Zahl von 2375.